# Combustion Theory and Modelling
Combustion Theory and Modelling est une revue bimensuelle internationale à comité de lecture pour les problèmes de combustion. Elle est publiée en anglais par Taylor & Francis. Son facteur d'impact en 2021 est 1.644 selon le Journal Citation Reports.
Elle a été fondée en 1997 par John Dold et Mitchell D. Smooke.

## Indexation
Le journal est indexé dans les bases de données suivantes :
- Applied Mechanics Reviews (en)
- Astrophysics Data System
- Chemical Abstracts Service
- CSA databases (en)
- Current Contents/Engineering, Computing and Technology
- Compendex
- FLUIDEX (en)
- Inspec
- Mathematical Reviews
- Science Citation Index
- Scopus
- Zentralblatt MATH